# Letizia Galli
Pour les articles homonymes, voir Galli.
Letizia Galli, née le 14 mars 1944 à Florence, est une artiste peintre, architecte, auteure et illustratrice italienne en littérature jeunesse.

## Biographie
Letizia Galli est née à Florence. Son père est professeur d'université, sa mère au foyer. Adolescente, elle prend des cours de peinture à l'Académie des Beaux Arts de Florence. Elle apprend les techniques de peinture, sculpture et céramique. Elle suit une formation d'architecte, et débute professionnellement dans cette voie. Elle ne persiste pas et émigre à Milan et y devient dessinatrice. Puis progressivement auteure et illustratrice de livres pour la jeunesse. En 1990, elle part vivre à Paris. Au début des années 2010, elle retourne vivre en Italie et elle vit actuellement à Naples,,,,,.
En 2010, elle a donné 2 906 dessins au Musée de l’illustration jeunesse de Moulins.

### Auteure et illustratrice
- C'era una donna bella come il sole,  Emme Edizioni, Milan,  1975
- Mona Lisa the secret of the smile,  Bantam Doubleday Dell, New York,  1996
- Sept jours pour la création
- Sept couleurs de l'arc en ciel
- Sept enfants qui deviennent grands
- Sept mamans extraordinaires
- Sept grands amis de Dieu
- Sept rencontres exceptionnels
- Sept animaux bien surprenants,  Fleurus-Mame, Paris,  1997
- His name is Igor,  Pro Yuventute, Zürich,  1997
- Comme le papillon,  Points de Suspension, Paris,  2000
- La Folle Equipée,  Grasset, Paris,  2005
- Comme un vol de Papillon,  La Compagnie Créative, Bordeaux,  2009
- Agata Smeralda,  Franco Cosimo Panini Edizioni,  2016
- Monna Lisa, il segreto del sorriso,  Letizia Galli,  Franco Cosimo Panini éditeur,  2017

### Illustratrice
- Soy un hospital,  Pacheco, Sanchez,  Altea, Madrid,  1976
- Chez moi,  René de Obaldia,  Grasset, Paris,  1977
- Maiepoimai,  (Adela Turin),  Dalla Parte delle Bambine, Milan,  1977
- Leontine en Marmousie,  (J.Cohen),  Belle Histoire Pomme d'Api, Bayard Presse, Paris,  1978
- Le Fiabe dell'Opera Lirica,  (D.Kotnik),  Aida, Sigfrido, G.Tell, Turandot, Faust, La Città Invisibile, La Fanciulla del West, Rigoletto, Il Barbiere di Siviglia, Il ratto nel Serraglio, Il Trovatore, Fidelio. Bandes dessinées parues dans Il Corriere dei Piccoli, Rizzoli, Milan,  1978
- Le Fiabe dell'Opera Lirica,  (D.Kotnik),  Aida, Sigfrido, G.Tell, Turandot, Faust, La Città Invisibile, Rizzoli Junior, Milan,  1979
- Cuando sea mayor trabajaré en una granja,  (M.Puncel),  Altea, Madrid,  1979
- Le roi, la reine et l'enfant,  (C.De Marolles), (Belles Histoires de Pomme d'Api), Bayard Presse, Paris,  1979
- La storia del giardiniere pazzo,  (L.Carroll),  Emme Edizioni, Milan,  1979
- Ernestine cœur de pain,  (Evelyne Passegrand), (J'aime lire) Bayard Presse, Paris,  1979
- Le vieux clown et Ninon, (A.Simonet), (Belles Histoires de Pomme d'Api) Bayard Presse, Paris, 1980
- Le vieux clown et Ninon,  (A.Simonet),  Bayard Presse, Paris,  1980
- Fiabe di oggi e di domani, (M.Argilli), Mondadori Ragazzi, Verona, 1980
- Fiabe di oggi e di domani,  (M.Argilli),  Mondadori Ragazzi, Verona,  1980
- Teatroteatro,  (D.Kotnik),  Sogno di una notte di mezza estate, Arlecchino servo di due padroni, Il Malato immaginario, L'opera da tre soldi, I Giganti della montagna. Bandes dessinées parues dans Il Corriere dei Piccoli, Rizzoli, Milan,  1980
- Cuando sea mayor seré musico,  (M.Puncel),  Altea, Madrid,  1980
- Dos cuentos de Ogros,  (M.Puncel),  Altea, Madrid,  1980
- Let's learn,  Mitchell Beazley, Londres, (Encyclopedia) 1981
- Mi piace leggere n. 1, Mi piace leggere n. 2,  (G.Pandolfi),  Mondadori Ragazzi, Verona,  1982
- Le chemin du bout du monde,  (C.Clément), (Belles Histoires de Pomme d'Api) Bayard Presse, Paris,  1982
- Les poupées sont parties,  (J. Hoestlandt), Belles Histoires de Pomme d'Api, Bayard Presse, Paris, 1982
- Les poupées sont parties,  (J. Hoestlandt),  Bayard Presse, Paris,  1982
- La fille du géant sans-paroles,  (C.de Marolles),Belles Histoires de Pomme d'Api,   Bayard Presse, Paris,  1982
- Una farfalla per Alice,  (N.Orengo),  EL, Trieste,  1984
- La bella addormentata,  (L.Fischetto),  La Coccinella, Varese,  1985
- Ma première Bible en Images : Ancien Testament,  (F.Brossier, D.Monneron),  Centurion, Paris,  1987
- Ma première Bible en Images : Nouveau Testament,  (F.Brossier, D.Monneron),  Centurion, Paris,  1988
- Le monstre de la caverne noire,  (M.Mahy),  Belles Histoires de Pomme d'Api Bayard Presse, Paris,  1988
- Il bottone di Sara e Pietro
- La scatola di Sara e Pietro
- La palla di Sara e Pietro,  (L.Fischetto),  Aemmezeta Milan,  1988
- Raconte moi la Bible,  (J.Chabert,F.Mourvillier),  Centurion,  1989
- Œil de nuit,  (C.de Marolles), Belles Histoires de Pomme d'Api, Bayard Presse, Paris,  1989
- Inside Noah's Ark,  (L.Fischetto),  Viking Penguin, New York,  1990
- Les animaux de la Bible,  (L.Fischetto),  Centurion, Paris,  1990
- Images pour Prier,  (M.A.Gaudrat),  Centurion, Paris,  1990
- Eeney Meeney Miney Mo,  (B.Hennessy),  Viking, New York,  1990
- La Mythologie 1 - Les aventures des dieux
- La Mythologie 2 - Les hommes, les dieux, les héros,  (L.Fischetto),  Centurion, Paris,  1991
- The Jungle is My Home,  (L.Fischetto),  Viking, New York,  1991
- All Pigs on Deck,  (L.Fischetto),  Bantam Doubleday Dell,  1991
- Une sorcière pas ordinaire,  (C.Clement), Belles Histoires de Pomme d'Api Bayard Presse, Paris,  1993
- Michael the Angel,  (L.Fischetto),  Bantam Doubleday Dell, New York,  1993
- Harlequin and the Green Dress,  (L.Fischetto),  Bantam Doubleday Dell, New York,  1994
- Il Sogno di Federico,  (M.Sangberg),  Archinto, Milano,  1994
- L'Amandier en fleur,  (auteurs vv),  Centurion, Paris,  1995
- Animals in the Bible
- People in the Bible,  (H.Ziefert),  Bantam Doubleday Dell, New York,  1996
- Willy's Stadt,  (L.England),  Pro Yuventute, Zürich,  1997
- Planète Orbis,  (M.Condé),  Editions Jasor, Pointe-à-Pitre (Guadeloupe),  2000
- À la courbe du Joliba,  (M.Condé),  Grasset, Paris,  2006
- Milioni per Mister Master,  (M.P.Hearn),  Benetton,  2008
- La Mitologia. Le avventure degli dei,  (L.Fischetto),  Edizioni Lapis, Roma,  2011
- La Mitologia. Gli eroi e gli uomini,  (L.Fischetto),  Edizioni Lapis, Roma,  2011
- Letizia Galli, dessins,  Silvanaeditoriale, Musée de l'illustration jeunesse,
- Milano, octobre,  2012
- Letizia Galli, disegni, drawings,  Edizioni Silvana, Milano,  2016
- La Palla di Sara e Pietro,  Laura Fischetto,  Edizioni Fulmino, Rimini,  2016
- La scatola di Sara e Pietro,  Laura Fischetto,  Edizioni Fulmino, Rimini,  2016
- Il Bottone di Sara e Pietro,  Laura Fischetto,  Edizioni Fulmino, Rimini,  2016
- La mitologia, le avventure degli dei, degli uomini e degli eroi,  Laura Fischetto, Letizia Galli,  Lapis éditions, Rome,  2017
- Michele l'Angelo,  Laura Fischetto, Letizia Galli,  Franco Cosimo Panini éditeur,  2017

## Autres supports d'expression artistiques

### Filmographie
- Il Granracconto,  (Laura Fischetto),  Série télévision en 64 épisodes de 7 minutes chacun (7 heures d'émission), Production RTSI-SST et Procida, Milano,  1983
- Raconte-moi la Bible,  (Joëlle Chabert),  1re partie, FR3 1987 - 2e partie, Antenne 2,  1988
- Comment ça s'dessine un rêve ?,  (Fabrice Beau),  12 minutes, produit par le Mij, Musée de l'Illustration Jeunesse. Moulins,  2014

### Publicité et packaging
Réalisations pour : Bicimatta, Bracco, Faemino, Ferrarelle, Fiuggi, San Pellegrino, Nescafé, Caffè Hag, Parmalat, Tempo, Shape 

### Conception et direction artistique de la communication
Standa 

### Magazines
- Panorama (44 numéros)
- Grazia (96 numéros)
- Starbene, Quattrozampe, Casaviva, Insieme, Donnapiù, The Practitioner, IBM

### Affiches
- Radio Latina, Paris 1999
- Des Livres et la Rue, Paris 2001
- Italiennes, Amiens, Beauvais, Senlis, 2001
- Zed Center, Culture de la Danse, Paris 2002
- Tous pareils, Tous Différents, Salon du Livre de Guadeloupe, 2002
- Une Florentine à Trouville, Trouville s/mer 2004
- Letizia Galli, La Corderie Royale, Rochefort 2006

### Pochettes de disques
Las Divas Cubanas - Radio Latina 

### Jeux de société
- Bimbografico, Emme Edizioni
- Les Mille Bornes de la Bible
- Vers la Terre Promise